# Tagleft
Tagleft  (in arabo تاكلفت‎?) è un centro abitato e comune rurale del Marocco situato nella provincia di Azilal, regione di Béni Mellal-Khénifra. Conta una popolazione di 14 423 abitanti (censimento 2014).